# Charles-Amable-Alban Judas du Souich
Charles-Amable-Alban Judas du Souich, né le 6 avril 1812 à Amiens et décédé le 13 avril 1888 à Paris, a été vice-président du Conseil général des mines de 1879 à 1882.
Il a notamment contribué à l'installation des premières concessions dans le bassin minier du Nord-Pas-de-Calais.

## Biographie
Charles Judas du Souich est le fils de François Edmé Judas du Souich, un négociant, et de Sabine Élisabeth Agathe Baillet.
Il entra à l'École polytechnique en 1829 d'où il sortit dans les mines. En 1835, il est chargé du sous-arrondissement minéralogique d'Arras. En 1852, il devient ingénieur en chef poste qu'il occupera 17 ans. Il participe notamment à la découverte du bassin houiller du Pas-de-Calais, prolongement de la Belgique et du Nord.
Il s'est marié le 6 janvier 1845 à Pauline Emma Févez avec laquelle il a eu 5 enfants.
Il a été promu au grade d'officier de la Légion d'honneur, par décret du 13 juillet 1862, et à celui de commandeur, le 19 juillet 1880.

## Distinctions
- Commandeur de la Légion d'honneur (1880)

## Sources